# Ibertioga
Ibertioga este un oraș în Minas Gerais (MG), Brazilia.